# Forrester & Lemon

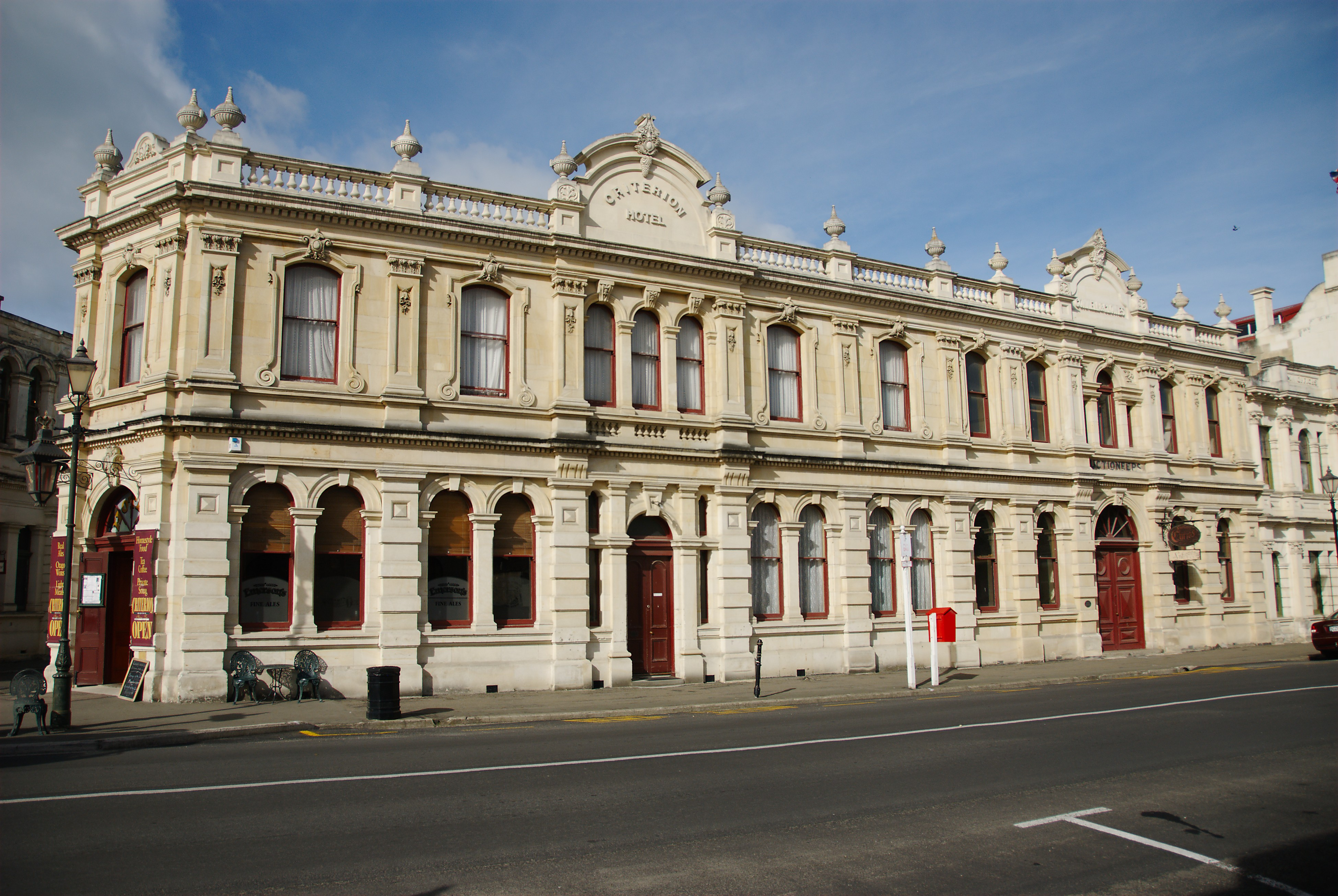
Hotel Criterion

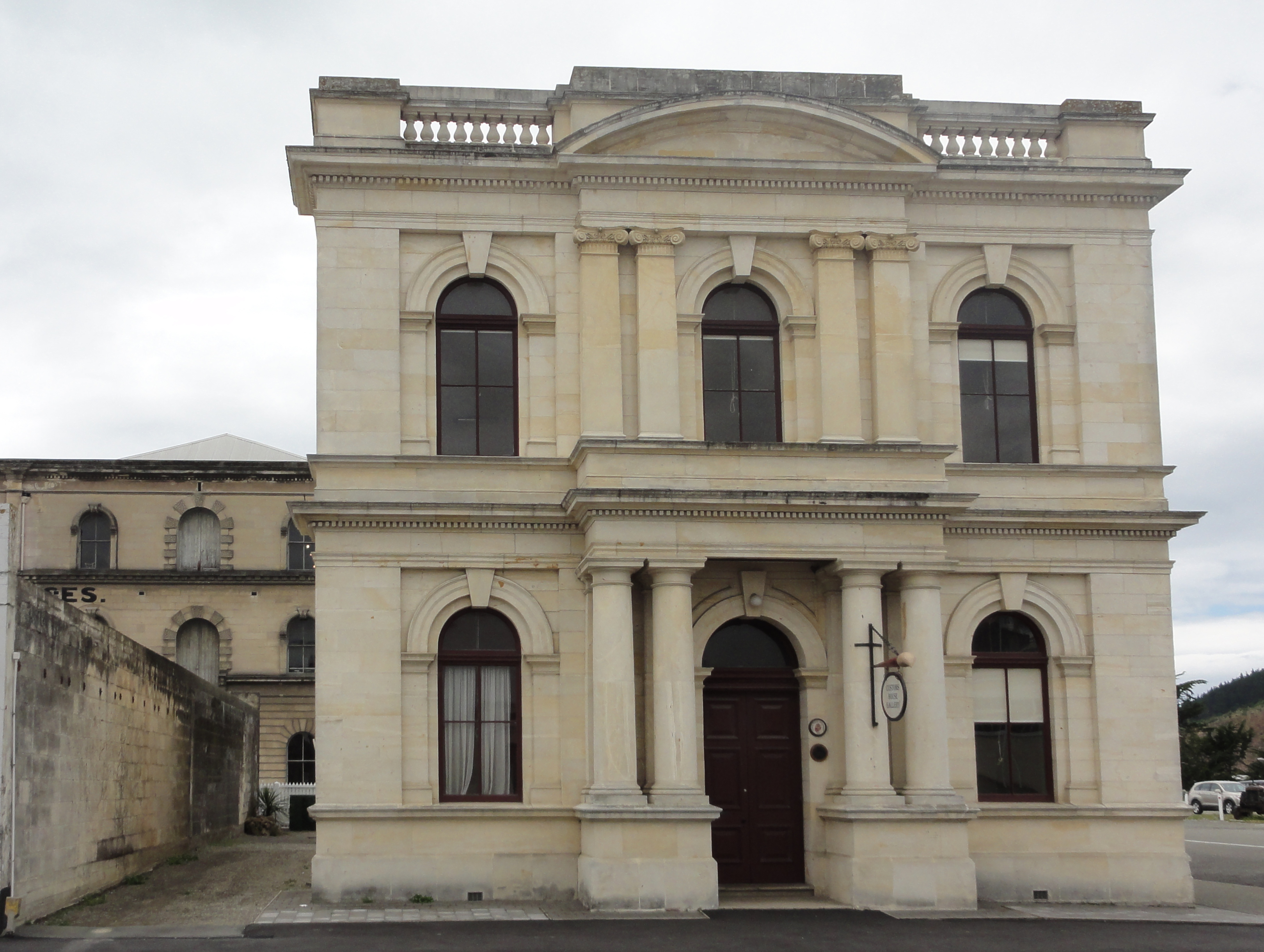
Custom House

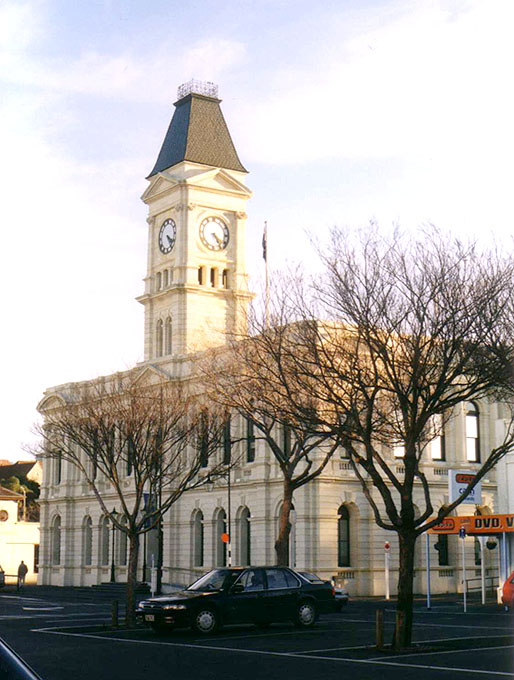
Waitaki District Council, früheres Postamt von Oamaru

Forrester & Lemon waren eine Architektengemeinschaft im neuseeländischen Oamaru. Nach ihren Entwürfen wurden viele der heute denkmalgeschützten Bauwerke des historischen Stadtkerns aus dem weißen Kalkstein Oamaru Stone errichtet. Sie prägten den Charakter dieses historischen Stadtteils.
Das Architektenbüro wurde 1872 in Oamaru gegründet.

## Gesellschafter
Der Ire Thomas Forrester (* 1838 in Glasgow,† 1907) lernte an der Glasgow School of Art, bevor er 1861 nach Neuseeland auswanderte. Er arbeitete in Dunedin unter William Mason (1810–1897) und William Henry Clayton (1823–1877) und später unter Robert Arthur Lawson (1833–1902). Im Jahr 1865 war er für die Dunedin Exhibition verantwortlich. Ab 1870 war er für die Überwachung der Bauarbeiten im Hafen zuständig. Nach 1885 wurde er Ingenieur des Oamaru Harbour Board und blieb es offiziell bis zu seinem Tode. Als solcher gehörten die Reparaturen der Wellenbrecher nach einem Sturm 1886 und die Holmes Wharf zu seinen Arbeiten. Sein Sohn John Megget Forrester übernahm später das Büro.
Der Jamaikaner John Lemon (1828–1890) wanderte 1849 über England nach Neuseeland aus. Mit seinem Bruder Charles ließ er sich 1860 in Oamaru nieder und wurde Holzhändler. 1869 bis 1872 betrieb er mit seinem Schwiegervater George Sumpter die Firma Timber and General Merchants, Land and Commission Agents. Nach Auflösung dieser Partnerschaft arbeitete er mit Forrester zusammen. John Lemon hatte keine Erfahrung in Architektur, dafür aber geschäftliche Kontakte und organisatorisches Geschick.
John Meggett Forrester (1866 in Oamaru, † 1965) wuchs in Oamaru auf und lernte an der Oamaru Grammar School. Er wurde wie sein Vater Architekt und übernahm nach Lemons Tod 1890 das Büro. Zu seinen Werken gehören das Opernhaus (1907), das Gebäude des Borough Council, das Denkmal für den Ersten Weltkrieg und die Gedenkhalle der Waitaki Boys High School. 1919 wurde Ivan Steenson sein Partner, 1931 ging er in den Ruhestand. Neben seiner architektonischen Arbeit war er auch im gesellschaftlichen Leben der Stadt aktiv. So war er viele Jahre Friedensrichter, saß im Rat des Borough Oamaru (1913–1933), von 1931 bis 1933 war er Bürgermeister. Aufgrund eines Vermächtnisses in seinem Testament zur Gründung einer Kunstgalerie für North Otago entstand 1983 die Forrester Gallery im früheren Gebäude der Bank of New South Wales.

## Werke
(alle in Oamaru)
- J. G. Fletts Bookstore/Royal Alfred Lodge (1873)
- AH Maude’s Stores (Lagerhaus, 1875)
- Exchange Chambers (Bürogebäude, 1875)
- Wohnhaus für David Miller (1875)
- St. Paul’s Church (Kirche, 1875–76)
- Oamaru Harbour Board Office (Dienstgebäude der Hafenverwaltung, 1876)
- Meek’s Grain Store (Lagerhaus, 1876)
- Criterion Hotel (Hotel, 1877)
- Bank of New Zealand Building (Bank, 1878)
- Union Bank of Australia Building (Bank, 1878)
- Sumpter's Grain Store (1878)
- Old Northern Hotel (Hotel, 1880)
- Queen’s Hotel (später Brydone Hotel) (1881)
- Connell and Clowe's Store (1881)
- Neill Brothers' Store (Lagerhaus, 1882)
- Oamaru Athenaeum and Mechanics Institute (1882)
- Columba Presbyterian Church (1883)
- Waitaki Boys' High School (1883)
- Oamaru Courthouse (Gerichtsgebäude, 1882–1883)
- Meeks Grain Elevator Building (Lagerhaus, 1883)
- Oamaru Mail Office (1884)
- Oamaru Post Office (1884)
- Custom House (Zollamt, 1884)
- AMP Society Building (Bürogebäude, 1886)
- Municipal Chambers and Opera House (1907)
- St. Luke’s Vicarage (um 1909)
- Gedenkhalle der Waitaki Boys' High School (1927)
- Waitaki Girls High School (1928)